# Christian Berge
Christian Berge (født 19. juli 1973 i Trondheim, Norge) er en tidligere norsk håndboldspiller og nuværende træner.
Han scorede 251 mål i 63 landskampe for det norske landshold, hvor han debuterede 2. marts 1997 mod Egypten og afsluttede sin landsholdskarriere 27. januar 2006 mod Kroatien.
Han har blandt andet spillet for  SG Flensburg Handewitt og Århus GF. Han har en baggrund som anfører for Norges håndboldlandshold og har blandt andet spilet for Osborne Utd, Charlottenlund, Trondheim, Viking, SG Flensburg-Handewitt og Århus GF Håndbold, hvor han blev assistenttræner.
I 2008 blev han træner for Elverum Håndball.
23. september 2008 udgav han bogen I kampens hete – og kreften er ennå ikke overvunnet (Communicatio forlag). Han har forfattet den i samarbejde med Tore Sæther, som til daglig er journalist på Adresseavisen.
Berge er gift og har en søn og en datter.